# Bakterije mliječne kiseline
Bakterije mliječne kiseline čine sveprisutnu raznoliku bakterijsku skupinu čiji su predstavnici uobičajeni stanovnici probavnog i mokraćnospolnog trakta ljudi i životinja, te tla i vode. Ovi mikroorganizmi su dobro poznati po svojoj sposobnosti da proizvode mliječnu kiselinu kao glavni krajnji proizvod svojeg anaerobnog metabolizma i po proizvodnji širokog spektra metabolita koji blagotvorno utječu na: nutritivna, senzorna i tehnološka svojstva fermentiranih prehrambenih proizvoda (biljnog i životinjskog podrijetla). Iz tih razloga se intenzivno koriste kao:
- starter kulture
- probiotici
- dodaci prehrani.[1]

## Obilježja i klasifikacija
Bakterije mliječne kiseline filogenetski spadaju u Clostridium granu gram-pozitivnih bakterija. One su anaerobi koji nemaju spore, aerotolerantne su, nemaju enzim katalazu i respiratorni lanac. Njihov DNA sastav je manji od 53 mol% gvanin+citozin dušičnih baza. Morfološki su štapićaste (bacili) ili kuglaste (koki), a prema načinu fermentacije glukoze mogu biti: homofermentativne i heterofermentativne. Homofermentativne bakterije mliječne kiseline pretvaraju ugljikohidrate u mliječnu kiselinu kao jedini ili glavni krajnji proizvod, dok heterofermentativne proizvode mliječnu kiselinu i druge proizvode kao što su: etanol, octena kiselina i ugljični dioksid. Tipične bakterije mliječne kiseline su bakterije iz reda Lactobacillales, uključujući sljedeće rodove: 
- Lactobacillus
- Carnobacterium
- Lactococcus
- Streptococcus
- Enterococcus
- Vagococcus
- Leuconostoc
- Oenocococcus
- Pediocococcus
- Aerococcus
- Weissella